# Бол у грудима
Бол у грудима је термин који се у свакодневном животу користи да опише било коју бол, притисак, стезање, гушење, трњење или било коју другу нелагодност у грудном кошу али и врату или горњем делу стомака. Он може бити знак (симптом) катастрофалниих али и тривијалних медицински поремећаја. Зато код особа које доживљавају бол у грудима, важно је што пре одредити његов карактер и евентуалну бенигност или изузетан значај.

## Шта је бол у грудима?
Бол у грудима је непрецизан термин који у медицини означава само један од симптома, а не дијагнозу, јер многи медицински поремећаји или (болести) могу изазвати бол у грудима.
Овај термин често се користи да опише било коју бол, притисак, стезање, гушење, трњење или било који другу нелагодност у грудима, врату или горњем делу стомака, а често се повезује и са болом у вилици, глави, или при одређеном ставу. Он може да траје краће од једне секунде до неколико дана или недеља. Може се јављати често или ретко, или се може јавити спорадично или предвидљиво.
Са тако широком дефиницијом може се закључити да је термин „бол у грудима“ сам по себи од мале помоћи лекарима. И зато пре него што се приступи адекватном лечењу бола у грудима лекар мора открити стварни узрок који га је изазвао.

## Могући узроци
Бол у грудима је један од најзаступљенијих симптома, који се диференцијално дијагностички може наћи у 443 дијагноза.
Најчешћи узроци бола у грудима који се срећу у станицама хитне помоћи или у кућним посетама лекара, по редоследу учесталости су;
Кардиоваскуларни поремећаји
Ангина пекторис (МКБ 10: I20) која се према патофизиолошком механизму, прогнози, тежини клиничке слике и терапији дели на;.
- Стабилна ангина пекторис (МКБ 10: I20.1) или хронична и стабилна исхемијске болести срца[3]
- Нестабилна ангина пекторис (МКБ 10: I20) Акутна и нестабилна форма исхемијске болести срца)[3]
- Ангина пекторис с доказаним спазмом (МКБ 10: I20.1). Принцметалова, варијантна, вазомоторна ангина.
- Остале посебне форме ангине пекторис (МКБ 10: I20.8). Ангинозни бол на напор и стенокардија.
- Ангина пекторис-неодређена (МКБ 10: I20.9) Ангинозни синдром, исхемијски бол у грудима.

Срчани напад (инфаркт миокарда) (МКБ 10: I21, I22)
Срчани напад је једна је од манифестација исхемијске болести срца (уз стабилну/нестабилну ангину пекторис и исхемијску кардиомиопатију и напрасну срчану смрт узроковану исхемијом) које је најчешћи узрок смрти у земљама са високим стандардом.
Перикардитис (МКБ 10: )
Дисекција аорте (МКБ 10: )
Конгенитални - генетички узроци поремећаја у развоју
- Синдром пролапса митралне валвуле
- Патент дуктус артериозус
- Урођена стеноза аорталних валвула
- Стеноза плућне валвуле
- Аномалије коронарних артерија

Гастроинтестинални поремећаји
- Горушица
- Пептички улкус

Распираторни поремећаји
- Бенигни бол из зида грудног коша
- Астма — МКБ 10:
- Бронхитис — МКБ 10:
- Упала плућа — МКБ 10:
- Плеуритис — МКБ 10:
- Пнеумоторакс — МКБ 10:

Пострауматски бол након повреда грудног коша
- Прелом ребара (МКБ 10: )

Ментални и психијатријски поремећаји
- Анксиозност (МКБ 10: )
- Срчане неурозе МКБ 10: )
- Напади панике/анксиозни поремећај (МКБ 10: )
- Психосоматски поремећаји (МКБ 10: )
- Анксиозни поремећаји (МКБ 10: )

Мишићни поремећаји
- Миозитис, селективни бол у мишићима, локализован често дуж кичменог стуба
- Дерматомиозитис, симетрични бол у мишићима
- Трихиноза, селективни мишићни болов, најчешће са опипљивим калцификацијама

## Диференцијална дијагноза
| Веома значајно је тачно диференцијално дијагностички одредити узрок бола у грудима, тј разлучити бол узрокован исхемијом миокарда од неисхемичног грудног бола који такође може захтевати хитно лечење. |

Пре него што се постави коначна дијагноза узрока ангине пекторис, диференцијално дијагностички треба имати у виду следеће поремећаје који могу да изазову симптоме сличне ангинозним или вазоспастичним боловима;
| Узроци бола у грудима у различите клиничким студијама. | Узроци бола у грудима у различите клиничким студијама. | Узроци бола у грудима у различите клиничким студијама. | Узроци бола у грудима у различите клиничким студијама. | Узроци бола у грудима у различите клиничким студијама. |
| Узроци                                                 | Општа пракса %                                         | Диспечерски центар %                                   | Екипа хитне помоћи %                                   | Ургентни центар %                                      |
| ------------------------------------------------------ | ------------------------------------------------------ | ------------------------------------------------------ | ------------------------------------------------------ | ------------------------------------------------------ |
| Срчани                                                 | 20                                                     | 60                                                     | 69                                                     | 45                                                     |
| Мишићно-скелетни                                       | 43                                                     | 6                                                      | 5                                                      | 14                                                     |
| Плућни                                                 | 4                                                      | 4                                                      | 4                                                      | 5                                                      |
| Желудачно-цревни                                       | 5                                                      | 6                                                      | 3                                                      | 6                                                      |
| Психијатриски                                          | 11                                                     | 5                                                      | 5                                                      | 8                                                      |
| Остало                                                 | 16                                                     | 19                                                     | 18                                                     | 26                                                     |

Диференцијално дијагностички треба имати у виду да преваленца бола у грудима или нелагодности у грудима варира у различитим деловима света. Велики део људи, према објављеним подацима пати од неке врсте нелагодности у грудима (што најбоље илустује горња табела). У британској студији у 7.735 испитаника, ангина пекторис или у историји болести наведен акутни срчани удар, забележен је у 14% испитаника, док је око 24% боловало од атипичног бола у грудима.

## Срчани бол у грудима

### Срчани исхемични бол
Као последица акутне исхемије и/или некрозе срчаног мишића, чији је узрок најчешће акутна коронарна лезија, настала руптуром атеросклеротичног плака у коронарној атрерији, са пратећом тромбозом, инфламацијом, вазоконстрикцијом и микроемболизацијом настаје акутни коронарни синдром (АКС), који подразумева групу различитих клиничких стања.
Акутни коронарни синдром може да се испољи као: нестабилна ангина пекторис, акутни срчани удар, без и са елевацијом СТ сегмента или као изненадна срчана смрт
Срчани удар (инфаркт миокарда)
Кад се ради о болу узрокованом исхемијом срчаног мишића, треба јасно разликовати ангинозни бол од срчаног удара. Диференцијално дијагностички критеријуми дати су у табели:
| Диференцијална дијагноза ангине пекторис и срчаног удара | Диференцијална дијагноза ангине пекторис и срчаног удара                                                 | Диференцијална дијагноза ангине пекторис и срчаног удара                                                              |
| Карактеристике бола и пратећих симптома                  | Ангина пекторис                                                                                          | Срчани удар |
| -------------------------------------------------------- | --- | --- |
| Почетак и трајање бола                                   | Бол у грудима обично се дешава без напора или при напору и траје око 10 минута, али не дуже од 30 минута | Бол у грудима обично се дешава нагло и траје најмање 30 минута, а може потрајати и до 1-2 сата или чак неколико дана. |
| Карактеристике бола (према опису болесника)              | - Благ до умерен, - Стезање, - Тежак притисак, - Дубоки бол, - Напетост у грудима.                       | - Јак и тежак притисак, - Гњечење, - Гушење, - Стезање, - Дубоки бол и печење.                                        |
| Остале тегобе које прате бол                             | - Нестанак даха, - Знојење, - Мучнина, - Тескоба.                                                        | - Недостатак ваздуха, - Обилно знојење, - Мучнину, - слабост и замор, - Вртоглавицу, - Велику узнемиреност.           |

Ангинозни бол као претходник срчаном удару
Преинфарктна ангина пекторис или ангинозни бол као претходник срчаном удару јавља се у следећим ситуацијама:
- изненадни напад ангине пекторис;
- убрзан развој бола, већа учесталост и пораста интенитета тегоба и дужине њиховог трајање;
- изражене промена са типичном локализацијом или зрачењем бола за срчани удар;
- бол је удружене са муком или повраћањем
- стални или поновљени ангинозни декубитус;
- потпуна рефрактерност на глицерил тринитрат.

Преинфарктна ангина пекторис се терпијски третира као да болесник болују од срчаног удара. Ако се ангина пекторис поново јавља, после дужег временског периода без симптома, може се али и не мора третирати као срчани удар.
Атеросклероза коронарних артерија
Атеросклероза је болест великих и средњих мишићних артерија. Карактерише се дисфункцијом ендотела срчаног крвног суда, васкулитисом, и накуплањем масти, холестерола, калцијума и ћелијских елемената у зиду крвног суда. Овај процес за последицу има формирање плака, васкуларно ремоделовање, акутну и хроничну опструкцију лумена крвног суда, поремећен проток крви и смањено снабдевање срчаног мишића кисеоником, што се манифестује ангинозним тегобама.

### Срчани неисхемични бол
Перикардитис
Запаљење срчане марамице може бити праћено симптомима ангинозног бола сличног оном код плеуритису или упали плућа. Бол код перикардитиса изазван је иритацијом или запаљењем срчане марамице и изливом у перикардну шупљину, који врши притисак на срчани мишић и растеже перикардну кесу.
Миокардитис
Изоловане аномалије коронарних артерија
Кардиомиопатије

## Несрчани бол у грудима
Анксиозни поремећаји и панични поремећај
Анксиозност и напади панике често могу изазивати бол у грудима, који траје од неколико минута, до неколико дана. Бол може бити оштар и јак у виду убода стреле или ножа на врху срца или преко прекордијума. Такође, је често праћен кратким дахом, или дубоким удисајима. Бол може бити погоршан емоционалним узбуђењем и обично није повезан са физичком активношћу. Не пролази после узимања нитроглицерина. Пацијенти због убрзаног и површног дисања (хипервентилација), јако често имају благу вртоглавицу, трњење и пецкање у уснама и прстима и честе жалбе на сталну исцрпљеност. Како често напад панике не може одмах бити потврђен од стране лекара, пацијент мора обавезно да прође кроз уобичајене тестове како би се искључила ангина изазвана артеријском болести срца или другим болестима.
Поремећаји моталитета једњака (гастроезофагеални рефлукс)
Једњак је мишићна цев обложена слузокожом која повезује усну дупљу и желудац. Рефлукс или регургитација-враћање хране и киселог садржаја желуца у једњак може изазвати горушицу и бол у грудима сличан ангинозном.
Спазам (грч) једњака
Када настане спазам мишића једњака може доћи до појаве бола у грудима, који је веома сличан ангинозном или срчаном удару. Узрок грча мишића једњака је непознат. Бол изазван спазмом једњака може престати после узимања нитроглицерина, као и ангинозни.
Хијатус хернија (хијатална хернија)
Бол код хијатус херније се јавља у доњим деловима грудног коша или горњим деловима абдомена и то најчешће после уноса обилног оброка хране у лежећем положају или после савијања. Бол се смирује благом дијетом, антацидима, полуфовлеровим положајем и кретањем.
Запаљење плућа и плеуритис
Упала плућа (бактеријска или вирусна) као и плеуритис могу бити праћени болом у грудима али и високом температуром. Бол код бактеријске пнеумоније изазван је иритацијом или запаљењем плућне марамице и њеним растазањем појавом излива у њеној шупљини.
Тровање кокаином
При дуготрајној и прекомерној употреби, кокаин доводи до тровања. Знаци тровања кокаином на срцу могу бити праћени, убрзаним радом срчаног мишића (тахикардијом) и другим срчаним аритмијама које прати и значајан раст крвног притиска. Ови поремећаји могу довести и до појаве болова сличних ангинеозним, и могу се у терминалној фази тровања завршити смртним исходом, уколико корисник кокаина има срчане проблеме и друге кардиоваскуларне болести.
Емболија плућа
Пептички улкус (чир)
Често се помишља и на пептичне гризлице или улкусе, али се неки болесници ослобађају тешкоћа повраћањем. У овом поремећају симптоми су повезани са узимањем хране, али не и са замарањем. Радиографије и скопије су од изузетног значаја за постављање дијагнозе. Бол попушта након одговарајуће дијете и терапије антиулкусним лековима.
Синдром предњег зида грудног коша
Овај синдром се карактерише јасно ограниченим болом у међуребарној мускулатури и изазван је притиском који се репродукује болом у грудима. Ишчашење или инфламација хондрокосталних припоја, који су топли, натечени и црвени (тзв. Титцеов синдром) дају болове дифузног карактера у грудном кошу који су такође изазвани локалним притиском. Дијагнозу може отежати међуребарни неуритис (херпес зостер, шећерна болест итд).
Панкреатитис
Акутна дисекција аорте
Поремећај који се карактерише уздужним цепањем зида аорте, при чему крв улази у пукотину и тако настаје други, лажни лумен аорте. Најчешће настаје код анеуризме аорте и карактерише се појавом симптома у виду јаких, оштрих болова (који се шетају), шока и губитка свести због искрварења.
Компресија нерва
Бол сличан ангинозном може бити и последица компресије (притиска) на нервне коренове кичмене мождине, на местима где они излазе из кичменог канала. Поред бола компресију нерва карактеришу и симптоми слабости мишића и утрнулост у пределу подлактице и грудима. Вратно или грудно обољење кичмене мождине (дегенеративно обољење диска, одређена урођене аномалије кичме, артритис међупршљенских зглобова), захватају дорзалне путеве и изазивају оштар и јак бол сличан ангини по локализацији и ширењу, али је он условљен посебним покретима врата или кичме при лежању, напрезању или вожњи. Бол због обољења цервикалноторакалног међупршљенског диска захвата чешће спољну страну дорзалног дела руке, палца и средњег прста, понекад и до малог прста.
Камен у жучним путевима
7Присуство камења може ометати рад жучне кесе или жучних путева и изазвати оштар бол у горњем делу стомака, леђима и грудима. Бол може бити сличан оном код ангине пекторис и инфаркта.
Херпес зостер
Херпес зостер је инфективна вирусна болест која ако нападне међуребарне живаце може бити праћена јаким болом у пределу грудног коша, који треју неколико дана пре него што се појави типична оспа.